# Cochon (astrologie chinoise)
 (signalé en juillet 2025).
Si vous disposez d'ouvrages ou d'articles de référence ou si vous connaissez des sites web de qualité traitant du thème abordé ici, merci de compléter l'article en donnant les références utiles à sa vérifiabilité et en les liant à la section « Notes et références ».
- Archive Wikiwix
- Bing
- Cairn
- DuckDuckGo
- E. Universalis
- Gallica
- Google
- G. Books
- G. News
- G. Scholar
- Persée
- Qwant
- (zh) Baidu
- (ru) Yandex
- (wd) trouver des œuvres sur Wikidata

Pour les articles homonymes, voir Cochon (homonymie).

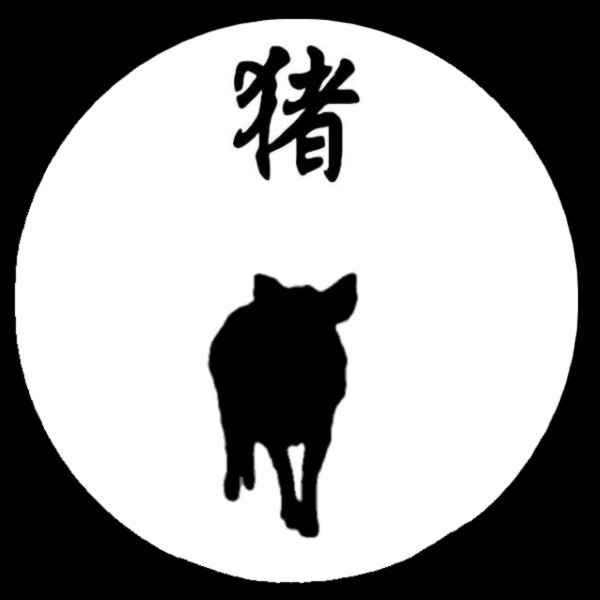
Signe astrologique chinois du cochon.

Le Cochon (chinois simplifié : 猪 ; chinois traditionnel : 豬 ; pinyin : zhū, Sanglier au Japon est le douzième animal (12e rameau ou branche terrestre, hai (亥, hài), dans l'ordre d'arrivée qui apparaît dans le zodiaque de l'Astrologie chinoise, et qui est lié au calendrier luni-solaire qu'est le calendrier chinois.

## Les années et les cinq éléments
Dans le cycle sexagésimal chinois (60 ans), les 12 branches terrestres, sont associées à 10 tiges célestes, composés de la combinaison de 5 éléments naturels par le yin (associé à la femelle) et le yang (associé au mâle). 
- 庚亥, gēnghài – cochon de métal, année se terminant par 0
- 辛亥, xīnhài – truie de métal, année se terminant par 1
- 壬亥, rénhài – cochon d'eau, année se terminant par 2
- 癸亥, guǐhài – truie d'eau, année se terminant par 3
- 甲亥, jiǎhài – cochon de bois, année se terminant par 4
- 乙亥, yǐhài – truie de bois, année se terminant par 5
- 丙亥, bǐnghài – cochon de feu, année se terminant par 6
- 丁亥, dīnghài – truie de feu, année se terminant par 7
- 戊亥, wùhài – cochon de terre, année se terminant par 8
- 己亥, jǐhài – truie de terre, année se terminant par 9

| Année | Élément |
| ----- | ------- |
| 1911  | Métal   |
| 1923  | Eau     |
| 1935  | Bois    |
| 1947  | Feu     |
| 1959  | Terre   |
| 1971  | Métal   |
| 1983  | Eau     |
| 1995  | Bois    |
| 2007  | Feu     |
| 2019  | Terre   |
| 2031  | Métal   |
| 2043  | Eau     |
| 2055  | Bois    |
| 2067  | Feu     |
| 2079  | Terre   |
| 2091  | Métal   |